# Paris-Nice 1965
Paris-Nice 1965 est la 23e édition de la course cycliste Paris-Nice. La course a lieu entre le 9 et le 16 mars 1965. La victoire revient au coureur français Jacques Anquetil, de l'équipe Ford France-Gitane, devant Rudi Altig (Margnat-Paloma) et Italo Zilioli (Sanson).
Après deux éditions, le tracé ne passe plus sur les dures étapes Corse.

## Participants
Dans cette édition de Paris-Nice, 88 coureurs participent divisés en 11 équipes Pelforth-Sauvage-Lejeune, Ford France-Gitane, Mercier-BP, Peugeot-BP, Sanson, Lamot-Libertas, Margnat-Paloma, Flandria-Romeo, Televizier, Molteni et Grammont-Motoconfort. L’épreuve est terminée par 59 coureurs.

## Étapes
| Étapes                | Date    | Villes étapes                            | Km      | Vainqueur d’étape      | Leader du classement général |
| --------------------- | ------- | ---------------------------------------- | ------- | ---------------------- | ---------------------------- |
| 1re étape             | 9 mars  | Melun-Troyes                             | 156 km  | Rudi Altig             | Rudi Altig                   |
| 2e étape              | 10 mars | Troyes-Château-Chinon                    | 177 km  | Willy Bocklant         | Rudi Altig                   |
| 3e étape, 1er secteur | 11 mars | Château-Chinon-Montceau-les-Mines        | 103 km  | Jan Janssen            | Italo Zilioli                |
| 3e étape, 2e secteur  | 11 mars | Circuit de l'étang du Plessis (clm)      | 19.2 km | Televizier             | Jacques Anquetil             |
| 4e étape              | 12 mars | Montceau-les-Mines-Saint-Étienne         | 175 km  | Rudi Altig             | Jacques Anquetil             |
| 5e étape              | 13 mars | Bourg-Argental-Bollène                   | 170 km  | Willy Vannitsen        | Jacques Anquetil             |
| 6e étape, 1er secteur | 14 mars | Pont-Saint-Esprit-Bagnols-sur-Cèze (clm) | 33 km   | Jacques Anquetil       | Jacques Anquetil             |
| 6e étape, 2e secteur  | 14 mars | Bagnols-sur-Cèze-Marseille               | 166 km  | Rudi Altig             | Jacques Anquetil             |
| 7e étape              | 15 mars | Marseille-Draguignan                     | 180 km  | Georges Van Coningsloo | Jacques Anquetil             |
| 8e étape              | 16 mars | Draguignan-Nice                          | 146 km  | Joseph Spruyt          | Jacques Anquetil             |

## Résultats des étapes

### 1reétape
9-03-1965. Melun-Troyes, 156 km.
|   | Cycliste       | Équipe         | Temps           |
| - | -------------- | -------------- | --------------- |
| 1 | Rudi Altig     | Margnat-Paloma | 4 h 02 min 20 s |
| 2 | Leo van Dongen | Televizier     | m.t.            |
| 3 | Italo Zilioli  | Sanson         | m.t.            |

### 2eétape
10-03-1965. Troyes-Château-Chinon 177 km.
|   | Cycliste       | Équipe                   | Temps           |
| - | -------------- | ------------------------ | --------------- |
| 1 | Willy Bocklant | Flandria-Romeo           | 5 h 07 min 46 s |
| 2 | Gianni Motta   | Molteni                  | m.t.            |
| 3 | Jan Janssen    | Pelforth-Sauvage-Lejeune | m.t.            |

### 3eétape,1ersecteur
11-03-1965. Château-Chinon-Montceau-les-Mines 103 km.
|   | Cycliste      | Équipe                   | Temps           |
| - | ------------- | ------------------------ | --------------- |
| 1 | Jan Janssen   | Pelforth-Sauvage-Lejeune | 3 h 15 min 28 s |
| 2 | Italo Zilioli | Sanson                   | m.t.            |
| 3 | Gianni Motta  | Molteni                  | m.t.            |

### 3eétape,2esecteur
11-03-1965. Circuit de l'étang du Plessis, 19,2 km (clm)
|   | Équipe                   | Temps       |
| - | ------------------------ | ----------- |
| 1 | Televizier               | 22 min 56 s |
| 2 | Pelforth-Sauvage-Lejeune | + 1 s       |
| 3 | Flandria-Romeo           | + 7 s       |

### 4eétape
12-03-1965. Montceau-les-Mines-Saint-Étienne, 175 km.
|   | Cycliste    | Équipe                   | Temps           |
| - | ----------- | ------------------------ | --------------- |
| 1 | Rudi Altig  | Margnat-Paloma           | 5 h 06 min 01 s |
| 2 | Jo de Haan  | Televizier               | m.t.            |
| 3 | Jan Janssen | Pelforth-Sauvage-Lejeune | m.t.            |

### 5eétape
13-03-1965. Bourg-Argental-Bollène, 170 km.
|   | Cycliste        | Équipe                   | Temps           |
| - | --------------- | ------------------------ | --------------- |
| 1 | Willy Vannitsen | Ford France-Gitane       | 5 h 46 min 20 s |
| 2 | Cor Schuuring   | Pelforth-Sauvage-Lejeune | m.t.            |
| 3 | Yvo Molenaers   | Flandria-Romeo           | m.t.            |

### 6eétape,1ersecteur
14-03-1965. Pont-Saint-Esprit-Bagnols-sur-Cèze, 33 km(clm).
|   | Cycliste         | Équipe             | Temps       |
| - | ---------------- | ------------------ | ----------- |
| 1 | Jacques Anquetil | Ford France-Gitane | 40 min 04 s |
| 2 | Rudi Altig       | Margnat-Paloma     | + 33 s      |
| 3 | Raymond Poulidor | Mercier-BP         | + 42 s      |

### 6eétape,2esecteur
14-03-1965. Bagnols-sur-Cèze-Marseille, 166 km.
|   | Cycliste           | Équipe         | Temps           |
| - | ------------------ | -------------- | --------------- |
| 1 | Rudi Altig         | Margnat-Paloma | 4 h 08 min 12 s |
| 2 | Frans Melckenbeeck | Mercier-BP     | m.t.            |
| 3 | Michele Dancelli   | Molteni        | m.t.            |

### 7eétape
15-03-1965. Marseille-Draguignan, 180 km.
|   | Cycliste               | Équipe     | Temps           |
| - | ---------------------- | ---------- | --------------- |
| 1 | Georges Van Coningsloo | Peugeot-BP | 5 h 19 min 09 s |
| 2 | Michele Dancelli       | Molteni    | m.t.            |
| 3 | Italo Zilioli          | Sanson     | m.t.            |

### 8eétape
16-03-1965. Draguignan-Nice, 146 km.
|   | Cycliste       | Équipe     | Temps           |
| - | -------------- | ---------- | --------------- |
| 1 | Joseph Spruyt  | Mercier-BP | 3 h 44 min 14 s |
| 2 | Cees van Espen | Televizier | + 33 s          |
| 3 | Jo de Haan     | Televizier | + 47 s          |

## Classements finals

### Classement général
|    | Cycliste         | Équipe                   | Temps            |
| -- | ---------------- | ------------------------ | ---------------- |
| 1  | Jacques Anquetil | Ford France-Gitane       | 36 h 14 min 09 s |
| 2  | Rudi Altig       | Margnat-Paloma           | + 2 min 18 s     |
| 3  | Italo Zilioli    | Sanson                   | + 2 min 56 s     |
| 4  | Raymond Poulidor | Mercier-BP               | + 3 min 51 s     |
| 5  | Jan Janssen      | Pelforth-Sauvage-Lejeune | + 4 min 10 s     |
| 6  | Arie den Hartog  | Ford France-Gitane       | + 4 min 19 s     |
| 7  | Hans Junkermann  | Margnat-Paloma           | + 4 min 57 s     |
| 8  | Gianni Motta     | Molteni                  | + 5 min 13 s     |
| 9  | Michel Nédélec   | Peugeot-BP               | + 6 min 24 s     |
| 10 | Cees Haast       | Televizier               | + 6 min 58 s     |